# Terror Vermelho (Etiópia)
Terror Vermelho Etíope ou Qey Shibir (amárico:  ቀይ ሽብር; ḳäy shəbbər)), foi uma violenta campanha de repressão política do Derg contra outros grupos marxistas-leninistas concorrentes na Etiópia e na atual Eritreia, de 1976 a 1978. O Qey Shibir foi uma tentativa de consolidar o governo Derg durante a instabilidade política após a derrubada do Imperador Haile Selassie em 1974 e a subsequente Guerra Civil Etíope. O Qey Shibir foi baseado no Terror Vermelho da Guerra Civil Russa e ocorreu de forma mais visível depois que Mengistu Haile Mariam se tornou presidente do Derg em 3 de fevereiro de 1977. Estima-se que entre 10.000 e 980.000 pessoas foram mortas ao longo do Qey Shibir.
Em 2007 e 2008, Mengistu foi condenado in absentia pela Etiópia pelo seu papel no Terror Vermelho enquanto líder do Derg.

## História

### Antecedentes
Durante a década de 1960 e o início da década de 1970, o governo do Imperador Haile Selassie enfrentou duras críticas, principalmente da classe instruída, incluindo estudantes universitários que apoiavam ideologias de esquerda e que adotaram métodos hostis para derrubar o governo. Essa oposição advinha do profundo ressentimento em relação às suas condições de vida e estudo, bem como às limitadas oportunidades de carreira disponíveis na Etiópia. As canções dos estudantes elogiavam figuras como Ho Chi Minh e Che Guevara, e um slogan popular na época era "Através de Bale, não de Bole". Esse slogan refletia a expectativa de revolução por meio da insurgência rural, como em Bale, em vez do retorno de exilados que chegavam a Adis Abeba pelo Aeroporto Internacional Bole.
Após a deposição do Imperador Haile Selassie em 12 de setembro de 1974, o Derg se deparou com vários grupos civis competindo pelo controle da Etiópia, principalmente o Partido Revolucionário do Povo Etíope (PRPE). Em setembro de 1976, militantes do PRPE foram presos e executados, ao mesmo tempo em que o PRPE realizava uma campanha de assassinatos contra ideólogos e apoiadores do Derg. Esta atividade é conhecida como Terror Branco. Embora uma tentativa malsucedida de matar Mengistu em 23 de setembro tenha sido atribuída ao PRPE, a primeira vítima proeminente da atividade terrorista ou insurgente do PRPE foi o Dr. Feqre Mar'ed, um membro do Bureau Político do Movimento Socialista Pan-Etíope (MEISON), um partido revolucionário rival.
Entretanto, o Derg estava dividido entre o então presidente temporário, o Coronel Mengistu, e uma facção aliada contra ele, o que limitava seu controle. Essa rivalidade foi resolvida na reunião do Comitê Permanente do Derg em 3 de fevereiro de 1977, na qual cinquenta e oito oficiais superiores do Derg foram mortos em um tiroteio de uma hora. Sete desses oficiais eram oponentes de Mengistu, incluindo o presidente e Tenente-General Tafari Benti, o Capitão Almayahu Haile, o Capitão Mogas Wolde Mikael e o Tenente-Coronel Asrat Desta, sendo este último um marxista-leninista declarado. Mengistu disse: "Estamos fazendo o que Lenin fez. Você não pode construir o socialismo sem o Terror Vermelho."